# 디드릭 로슨

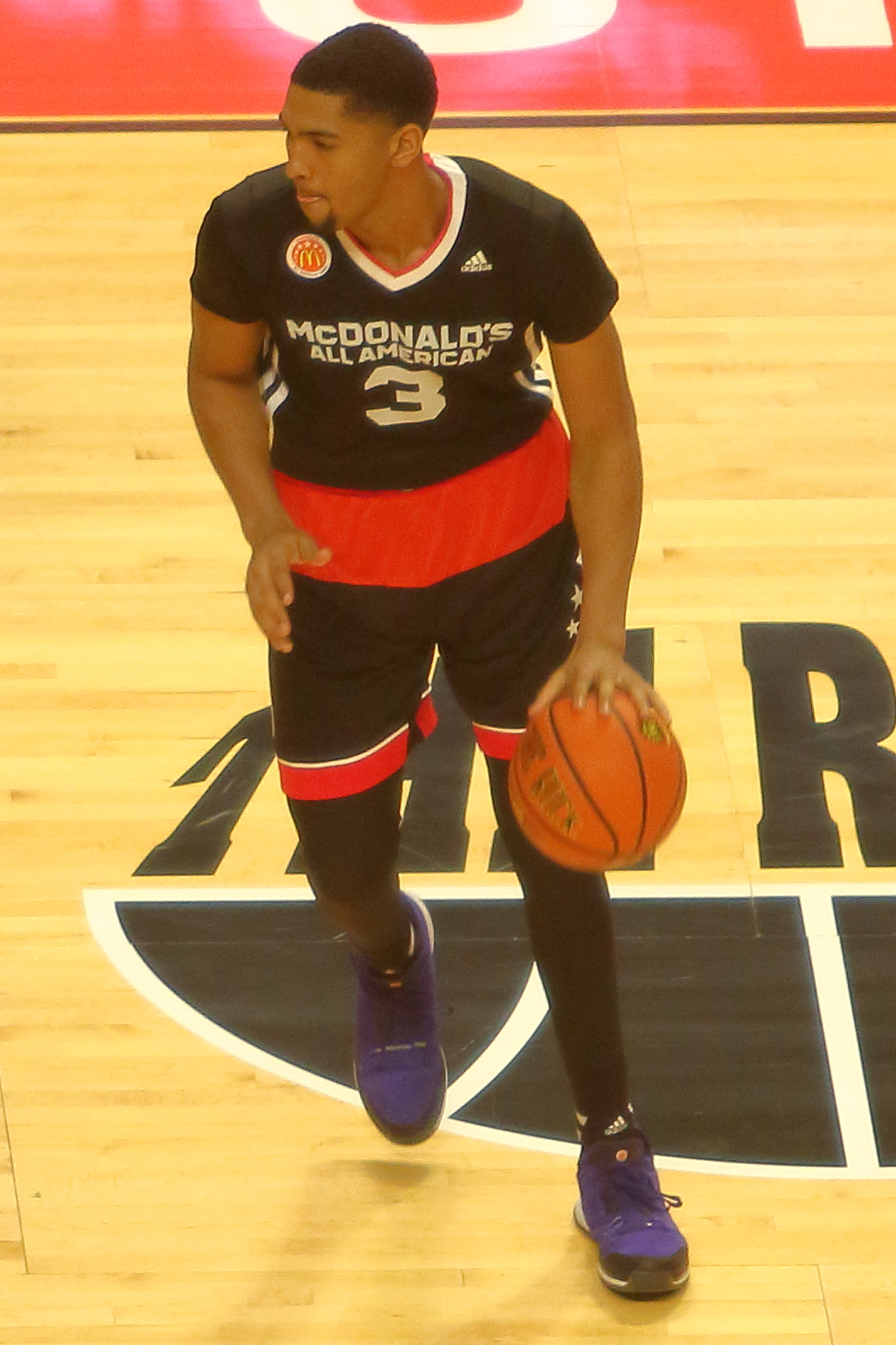

디드릭 로슨(Dedric Lawson, 1997년 10월 1일 ~ )은 한국 농구 연맹(KBL)의 원주 DB 프로미에서 마지막으로 뛰었던 미국 프로 농구 선수이다. 멤피스 타이거스와 캔자스 제이호크스에서 대학 농구를 했다.

## 프로 경력
- 오스틴 스퍼스 (2019-2020)
- 고양 오리온 오리온스(2020~2021)
- 베식타스 (2021-2022)